# Саун
Саун (ісп. Sahún) — муніципалітет в Іспанії, у складі автономної спільноти Арагон, у провінції Уеска. Населення — 368 осіб (2009).
Муніципалітет розташований на відстані близько 420 км на північний схід від Мадрида, 85 км на північний схід від Уески.
На території муніципалітету розташовані такі населені пункти: (дані про населення за 2009 рік)
- Ересуе: 39 осіб
- Ерісте: 183 особи
- Саун: 138 осіб

## Демографія
Динаміка населення (INE ):